# Moselle Amnéville Hockey Club
Der Moselle Amnéville Hockey Club ist ein französischer Eishockeyclub aus Amnéville, der 1961 gegründet wurde und seit 2013 in der Division 2 spielt.

## Geschichte
Der Moselle Amnéville Hockey Club wurde 1961 gegründet und vor der Saison 1987/88 in die viertklassige Division 3 aufgenommen. Bereits in ihrer zweiten Spielzeit in der Liga stieg der Verein in die  Division 2 auf, in der er die folgenden 13 Jahre lang spielte, ehe er in der Saison 2001/02 in die Division 1, die zweithöchste französische Profiliga, aufstieg, in der er seither aktiv ist und bis 2013 stets im gesicherten Tabellenmittelfeld stand.

## Erfolge
- Meister der Division 3: 1989
- Aufstieg in die Division 2: 1989
- Aufstieg in die Division 1: 2002

## Stadion
Die Heimspiele des Moselle Amnéville Hockey Club werden im Patinoire du Centre de Loisirs in Amnéville ausgetragen, das 550 Zuschauer fasst.

## Bekannte ehemalige Spieler
- Lukáš Cvejn
- Marián Hanzel
- Cédric Diétrich
- Gilles Hamri
- William Mouly
- Richard Paradis
- Danny Reiss